# Betty Harford
Betty Harford (nacida el 28 de enero de 1927) es una actriz estadounidense. Apareció en numerosos programas de televisión clásicos como Gunsmoke, The Alfred Hitchcock Hour, The Paper Chase y Dynasty.

## Carrera 1
Harford apareció en numerosas producciones teatrales de John Houseman y en el High Valley Theater de Iris Tree.
Apareció en episodios de Alfred Hitchcock Presents, Gunsmoke, Dr. Kildare, The Twilight Zone, The Big Valley yThe Paper Chase.
En la película de 1959 The Wild and the Innocent, Harford interpretó a la Sra. Forbes, cuidando del personaje de Sandra Dee. Christopher Isherwood consideró que su actuación en la película de 1969 Inside Daisy Clover, en la que interpretaba a la hermana, Gloria, del personaje principal de Natalie Wood, era "demasiado grande que la vida, como una actriz salida del Teatro de Arte de Moscú".
Harford interpretó el papel recurrente de la cocinera Hilda Gunnerson en la telenovela Dinastía, apareciendo en la serie a lo largo de sus nueve años de duración, de 1981 a 1989, y retomando el papel para Dinastía: La reunión en 1991.
Interpretó a la señora Nottingham, la "siempre eficiente secretaria" del profesor Charles Kingsfield, en la serie The Paper Chase, durante su temporada 1978-79, y cuando la serie fue recuperada por Showtime en 1983.

## Vida personal
Harford estuvo casada con el escultor de California Oliver Andrews. Tuvieron un hijo al que llamaron Chris (nacido el 29 de septiembre de 1952), y se separaron a finales de la década de 1970. Vivió con el actor húngaro Alex de Naszody, hasta su muerte.